# 15695 Fedorshpig
15695 Fedorshpig è un asteroide della fascia principale. Scoperto nel 1985, presenta un'orbita caratterizzata da un semiasse maggiore pari a 2,4293437 UA e da un'eccentricità di 0,2475722, inclinata di 2,82951° rispetto all'eclittica.